# Assassinats a Alvèrnia
Assassinats a Alvèrnia (títol original en francès, Meurtres en Auvergne) és un telefilm francès, de la col·lecció Assassinats a..., escrit per Alexandra Julhiet i Alexandra Echkenazi i dirigit per Thierry Binisti. Es va estrenar a Bèlgica el 16 de maig de 2017 a La Une. També es va emetre a França el 20 de setembre del mateix any a France 3. S'ha doblat al català.
La pel·lícula per a televisió es va rodar des del 23 de novembre al 22 de desembre de 2016 a Alvèrnia, en particular a Roiat, a Beça i a les vores del llac Pavent, a Puèit Domat. El director va admetre haver dedicat molt de temps a viatjar per la regió per trobar els llocs més adequats, «els més bells, més misteriosos, més intrigants».
Quan es va emetre per primera vegada a France 3, la pel·lícula va encapçalar les audiències amb cinc milions d'espectadors a França, cosa que va representar un 23,1% de quota d'audiència, per davant de la final de The Voice Kids a TF1.